# John Lothrop Motley

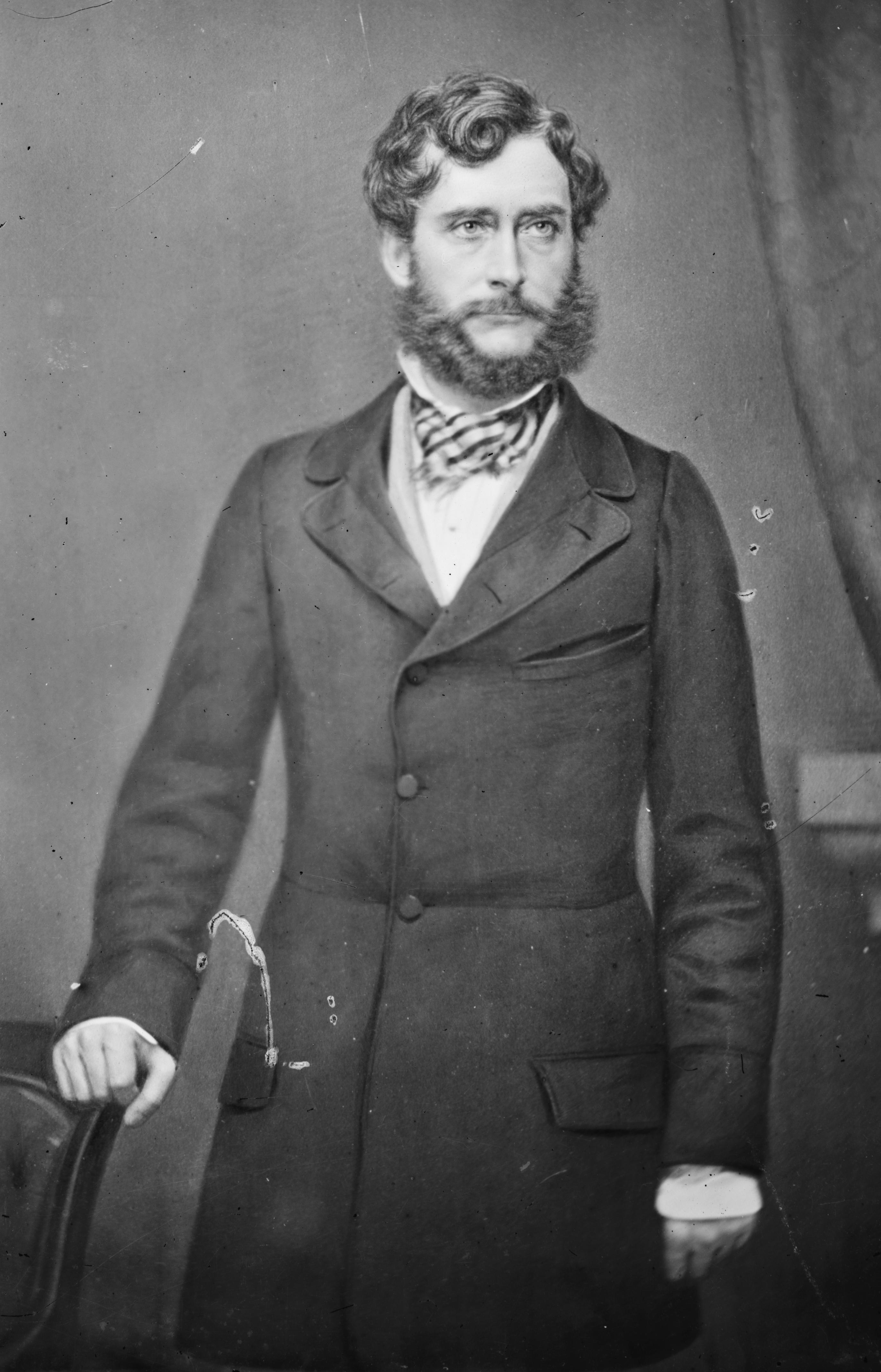
John Lothrop Motley
(um 1860)

John Lothrop Motley (* 15. April 1814 in Dorchester, Massachusetts, heute ein Teil Bostons; † 29. Mai 1877 in Frampton Court, Dorset, England) war ein amerikanischer Diplomat und Historiker.

## Leben und Werk
Er besuchte die Round Hill School in Northampton, wo George Bancroft einer seiner Lehrer war. Er studierte bis 1831 Rechtswissenschaft in Harvard sowie 1832–33 an der Georg-August-Universität Göttingen, wo er mit Otto von Bismarck befreundet war, und an der Friedrich-Wilhelm-Universität Berlin, wo Alexander Graf Keyserling als weiterer enger Studienfreund hinzu kam. 1837 heiratete er Mary Benjamin. Er schrieb zwei historische Romane über den englischen Abenteurer Thomas Morton, die er anonym veröffentlichte. Der Roman Morton's Hope enthält autobiographische Elemente und beschreibt in der Figur des Otto von Rabenmark Bismarck als eine nach außen rauflustige, nach innen aber sensible Persönlichkeit. Bald konzentrierte er sich aber vor allem auf das Studium der Geschichte der Niederlande. 1851 bis 1855 forschte er vor allem in Dresden, Brüssel und Den Haag, um Material zusammenzutragen.
Die monumentalen Werke, die aus dieser Quellenarbeit hervorgingen, sind geprägt von unverhohlenem Antikatholizismus und der daraus folgenden Begeisterung für den Befreiungskampf der protestantischen Niederlande gegen Spanien. Die vier Bände von The Rise of the Dutch Republic wurden unter anderem auch ins Deutsche übersetzt und galten lange Zeit als Standardwerk. Wenn es auch für die Geschichtswissenschaft an Relevanz verloren hat, so ist Motleys Werk bis heute für seine stilistische Virtuosität und erzählerische Kraft bekannt. Daher findet es auch häufig Aufnahme in Werken zur Literaturgeschichte der USA.
Motleys diplomatische Karriere begann 1841, als er für einige Monate der amerikanischen Delegation in St. Petersburg angehörte. 1861 veröffentlichte er in der Londoner Times den Aufsatz „Causes of the Civil War in America“, in dem er die Kriegserklärung der amerikanischen Nordstaaten rechtfertigte. So konnte er sich in der Folge des Wohlwollens Abraham Lincolns, später zunächst auch Ulysses S. Grants, erfreuen. 1857 wurde er in die American Academy of Arts and Sciences gewählt. Von 1861 bis 1867 diente er als Botschafter der USA in Österreich, von 1869 bis 1870 in Großbritannien. Von letztgenanntem Posten wurde er jedoch wegen eines Konflikts Präsident Grants mit Motleys Freund und Mentor Charles Sumner abberufen. William Cullen Bryant widmete ihm anlässlich seines Todes das Lobgedicht In Memory of John Lothrop Motley.
Der Königlich Niederländischen Akademie der Wissenschaften gehörte er seit 1862 aus auswärtiges Mitglied an. 1875 wurde er Ehrenmitglied (Honorary Fellow) der Royal Society of Edinburgh.

## Werke
Romane
- Morton's Hope, or the Memoirs of a Provincial. 1839.
- Merry Mount, a Romance of the Massachusetts Colony. 1849.

Geschichtswerke
- The Rise of the Dutch Republic. 3 Bände. 1856 (gutenberg.org Volltext).
- Deutsch: Der Abfall der Niederlande und die Entstehung des holländischen Freistaates. Drei Bände, Dresden: Kuntze 1857–1860. (Band 1 urn:nbn:de:bvb:12-bsb10274298-9; Band 2 urn:nbn:de:bvb:12-bsb10274299-9; Band 3 urn:nbn:de:bvb:12-bsb10274300-9 Digitalisate der Bayerischen Staatsbibliothek).
- History of the United Netherlands. 4 Bände. 1860–1867.
- The Life and Death of John of Barneveld. 2 Bände. 1874.

Briefe
- The Correspondence of John Lothrop Motley. Edited by George William Curtis. Harper, New York 1889.
- John Lothrop Motley and His Family. Further Letters and Records. Edited by his daughter (Susan St. John Mildmay) and Herbert St. John Mildmay. John Lane, London 1910.